# Bruno Itoua
Bruno Jean-Richard Itoua (ur. 6 października 1956 w Pointe-Noire) – kongijski polityk, kilkukrotny minister, od 2005 do 2012 roku minister energii i hydrauliki, od 2011 do 2016 minister badań naukowych, w latach 2016–2021 minister szkolnictwa wyższego, a od 2021 roku minister ds. węglowodorów. 

## Życiorys
Ukończył licencjat z matematyki na Uniwersytecie im. Mariena Ngouabiego, uzyskał także tytuł mechanika-inżyniera elektryka w Specjalnej Szkole Robót Publicznych i Budownictwa w Paryżu. Ukończył także inżynierię rozwoju i eksploatacji złóż w École nationale supérieure du pétrole et des moteurs. Ukończył studia MBA na Université Panthéon-Sorbonne. Od 1984 roku pracował w Krajowej Spółce Energetycznej, gdzie był szefem Działu Kontroli Technicznej. Był prezesem Narodowej Spółki Naftowej Konga.
W 2007 roku został prezesem klubu piłkarskiego Patronage Saint-Anne.

### Działalność polityczna
Został członkiem Komitetu Centralnego Kongijskiej Partii Pracy. 12 stycznia 2005 został mianowany ministrem energii i hydrauliki. W wyborach parlamentarnych w 2007 roku został wybrany deputowanym do Zgromadzenia Narodowego z okręgu Ollombo. 25 września 2011 roku został mianowany ministrem badań naukowych i innowacji technologicznych. 12 grudnia 2012 roku ponownie wszedł w skład rządu jako minister badań naukowych. 30 kwietnia 2016 roku został powołany na stanowisko ministra szkolnictwa wyższego. 15 maja 2021 roku wszedł w skład pierwszego rządu Anatole Collinet Makosso jako minister ds. węglowodorów. W 2022 roku pozostał w składzie nowego rządu.

## Odznaczenia i wyróżnienia
- Wielki Komandor Orderu Zasługi Sportowej (Kongo, 2016)[5]
- Wielki Oficer Orderu Zasługi (Kongo)[6]